# Assia (ca sĩ)
Assia (sinh vào ngày 1 tháng 11 năm 1973, ở Algiers) là một ca sĩ người Pháp sinh ra tại Algérie. Cô có gốc Kabyle. Các album của cô là sự trộn lẫn của nhiều thể loại nhạc Pháp như rhythm and blues và nhạc Mizrahi. Cô đã thành công lớn với đĩa đơn "Elle est à toi" và "Là-bas" của cô.

## Tiểu sử
Khi còn nhỏ, cô đã sống mười hai năm trong một căn nhà cổ kính nằm tại Créteil (gần Paris), vài năm sau đó, cô nhận được tấm bằng luật sư.
Từ năm 1998 đến năm 1999, Assia đã tham gia vào "Une Affaire de famille" với Stomy Bugsy, Passi và Doc Gynéco của Sector A và thể hiện nhạc phim cho các bộ phim Taxi và Kiss of the Dragon với bài hát "Ghir Dini".
Năm 2000, cô cho ra mắt album đầu tay của mình mang tên Chercheuse d'or (thu âm tại Paris, Toulouse và Los Angeles). Assia viết lời và anh trai của cô Khalil đã đăng kí bản quyền bài hát. Đĩa đơn nổi tiếng trong sự nghiệp của cô "Elle est à toi" (với hơn 700,000 bản bán ra) do cô đồng sáng tác với Calbo của Arsenik. Đĩa đơn thứ hai là "Là-bas" (đạo diễn video âm nhạc là J.G. Biggs).
Năm 2002, Assia đóng trong vở nhạc kịch  Cindy  với Lââm trong vai chính.
Năm 2003, cô ra mắt một đĩa đơn cùng với Beenie Man, "Street Life".
Năm 2005, Assia phát hành album thứ hai của cô Encore et Encore, được thu âm tại Tây Ban Nha, trong đó gồm có đĩa đơn thứ hai "Politiquement Correct" được đồng sáng tác với Diam's.

## Danh sách đĩa nhạc

### Album
| Năm  | Tên              | Bảng xếp hạng | Bảng xếp hạng | Bảng xếp hạng | Chứng nhận (FR) |
| Năm  | Tên              | FR            | BEL (WA)      | SWI           | Chứng nhận (FR) |
| ---- | ---------------- | ------------- | ------------- | ------------- | --------------- |
| 2000 | Chercheuse d'or  | 47            | —             | —             | Vàng            |
| 2005 | Encore et Encore | 80            | —             | —             | —               |

### Đĩa đơn
| Năm  | Tên                          | Bảng xếp hạng | Bảng xếp hạng | Bảng xếp hạng | Chứng nhận (FR) |
| Năm  | Tên                          | FR            | BEL (WA)      | SWI           | Chứng nhận (FR) |
| ---- | ---------------------------- | ------------- | ------------- | ------------- | --------------- |
| 1999 | "Mauvais garçon" 1           | 50            | —             | —             | —               |
| 2000 | "Elle est à toi"             | 3             | 2             | —             | Bạch kim        |
| 2001 | "Là-bas"                     | 13            | 21            | —             | Bạc             |
| 2001 | "Ghir dini"                  | 63            | —             | —             | —               |
| 2001 | "Quelques Mots en ton nom" 2 | 35            | —             | —             | —               |
| 2002 | "5,9,1" 3                    | 15            | 39            | —             | —               |
| 2003 | "Street Life" 4              | 41            | —             | —             | —               |
| 2003 | "Si c'était à refaire"       | 50            | —             | 66            | —               |

1 Song ca với Doc Gyneco

2 Song ca với Julien Clerc

3 Song ca với Rohff

4 Song ca với Beenie Man